# Лейк-Лоррейн (Флорида)
Лейк-Лоррейн (англ. Lake Lorraine) — переписна місцевість (CDP) в США, в окрузі Окалуса штату Флорида. Населення — 7142 особи (2020).

## Географія
Лейк-Лоррейн розташований за координатами 30°26′26″ пн. ш. 86°33′55″ зх. д. / 30.44056° пн. ш. 86.56528° зх. д. (30.440566, -86.565364).  За даними Бюро перепису населення США в 2010 році переписна місцевість мала площу 5,78 км², з яких 5,19 км² — суходіл та 0,60 км² — водойми.

## Демографія
Згідно з переписом 2010 року, у переписній місцевості мешкало 7010 осіб у 2962 домогосподарствах у складі 1972 родин. Густота населення становила 1212 осіб/км².  Було 3250 помешкань (562/км²).
Расовий склад населення:
| - 78,8 % — білих - 9,0 % — чорних або афроамериканців - 3,8 % — азіатів - 0,5 % — корінних американців - 0,4 % — вихідців з тихоокеанських островів - 2,2 % — осіб інших рас |

До двох чи більше рас належало 5,4 %. Частка іспаномовних становила 7,9 % від усіх жителів.
За віковим діапазоном населення розподілялося таким чином: 21,2 % — особи молодші 18 років, 61,8 % — особи у віці 18—64 років, 17,0 % — особи у віці 65 років та старші. Медіана віку мешканця становила 41,7 року. На 100 осіб жіночої статі у переписній місцевості припадало 96,6 чоловіків;  на 100 жінок у віці від 18 років та старших — 95,3 чоловіків також старших 18 років.
Середній дохід на одне домашнє господарство  становив 64 951 долар США (медіана — 52 686), а середній дохід на одну сім'ю — 76 033 долари (медіана — 65 417). Медіана доходів становила 38 828 доларів для чоловіків та 40 572 долари для жінок. За межею бідності перебувало 13,2 % осіб, у тому числі 17,9 % дітей у віці до 18 років та 6,6 % осіб у віці 65 років та старших.
Цивільне працевлаштоване населення становило 3339 осіб. Основні галузі зайнятості: освіта, охорона здоров'я та соціальна допомога — 16,0 %, публічна адміністрація — 15,9 %, науковці, спеціалісти, менеджери — 15,5 %, мистецтво, розваги та відпочинок — 15,3 %.